# اچ‌پی. ۳۹ گوگنونک
اچ‌پی. ۳۹ گوگنونک (به انگلیسی: Handley_Page_Gugnunc) یک هواگرد ملخ‌پیشین تک‌موتوره از نوع اثبات‌گر فناوری ساخت شرکت Handley Page است. هواگرد اچ‌پی. ۳۹ گوگنونک نخستین پروازش را در ۱۹۲۹ میلادی انجام داد. در مجموع، تعداد ۱ فروند از این هواگرد ساخته شده‌است.